# China Zorrilla
Pour les articles homonymes, voir Zorrilla.
China Zorrilla, née Concepción Zorrilla de San Martín Muñoz le 14 mars 1922 à Montevideo (Uruguay) et morte dans cette ville le 17 septembre 2014, d'une pneumonie est une actrice et régisseuse uruguayenne de théâtre, de cinéma et comédienne de télévision. Elle a participé à plus de 40 films et téléfilms depuis 1971. Elle a vécu en Argentine plus de 35 ans et été active à la télévision, au théâtre et au cinéma. Vedette très populaire dans la région du río de la Plata, elle est considérée comme une  de la personnalité importante scène de l'Amérique du Sud.

## Biographie
Son père était le sculpteur José Luis Zorrilla de San Martín (1891-1975), disciple d'Antoine Bourdelle et auteur de monuments importants de l'Uruguay et l'Argentine. Son grand-père, Juan Zorrilla de San Martín, est le poète national de l'Uruguay. Elle a grandi avec ses quatre sœurs à Paris. En 1948, elle obtient une bourse du British Council pour étudier à la Royal Academy of Dramatic Art à Londres où elle avait cours avec la tragédienne grecque Katína Paxinoú.
À Montevideo, à la Comedia Nacional, elle a travaillé au théâtre Solís, sous la direction de Margarita Xirgu,, fondatrice de la célèbre école de théâtre de l'EMAD.
En 1961, elle fonde le Teatro de la Ciudad de Montevideo (TCM).
En Argentine en 1971, elle a fait ses débuts au cinéma à 49 ans et elle décide de s'installer en Argentine où elle aura une carrière remarquable à la télévision, au théâtre et au cinéma. Elle a été interdite de 1973 à 1977 en Uruguay par le régime militaire de facto. Lorsque revient dans les années 1980, la démocratie est revenue dans son pays natal et elle fait un retour triomphal au Teatro Solis,.
La Zorrilla a obtenu une large reconnaissance de la part des critiques et du public pour ses performances récentes comme la Mère de Conversaciones con mamá en 2005 (Silver Condor, 2004 Prix d'interprétation féminine Festival du Film de Moscou et du Malaga Film Festival, et aussi en tant qu'Elsa, une vieille dame étrange dans le film Elsa & Fred (2005) qui lui a valu plusieurs prix,.

## Distinctions

### Récompenses
- Orden de Mayo del Gobierno argentino
- Orden de Gabriela Mistral del Gobierno chileno
- Prix Fondo Nacional de las Artes.
- Ciudadano ilustre de la Ciudad de Buenos Aires  2004.
- Ciudadana Ilustre de Montevideo.
- Ciudadana Ilustre de Mar del Plata.
- Mención de Honor Domingo Faustino Sarmiento[12]
- 1981 Prix Konex, meilleure actrice, Fundación Konex Argentina
- 1985 Cóndor de Plata, prix meilleuere actrice Darse Cuenta Asociación de Cronistas Cinematográficos de Argentina.
- 1985 Premio mejor actriz por Darse cuenta Festival de Cine de La Habana (Cuba)
- 1991 Premio Konex
- 2001 Mención especial, fundación Konex Argentina.
- 2002 Cóndor de Plata,
- 2003 Premio Ace de Oro
- 2003 Premio Trinidad Guevara
- 2003 Premio Florencio Sánchez
- 2003 Premio Maria Guerrero
- 2003 Premio Martin Fierro
- 2004 Premio Mejor Actriz, Festival Internacional de Cine de Moscú  Conversaciones con mamá.
- 2004 Premio Mejor Actriz, Festival Internacional de Cine de Malaga  Conversaciones con mamá.
- 2005 Premio Cóndor de Plata  Conversaciones con mamá  Asociación de Cronistas Cinematográficos de Argentina.
- 2005 Premio Clarín Mejor Actriz
- 2006 Premio CEC Círculo Español de Críticos.
- 2006 Premio Martin Fierro
- 2006 Cóndor de Plata
- 2006 Premio Gloria Festival de Cine Latino (Chicago).
- 2007 Premio Clarín
- 2008 Chevalier de la Légion d'honneur
- 2009 Premio Estrella de Mar de Oro

### Décoration
- Chevalier des Arts et des Lettres (2008)

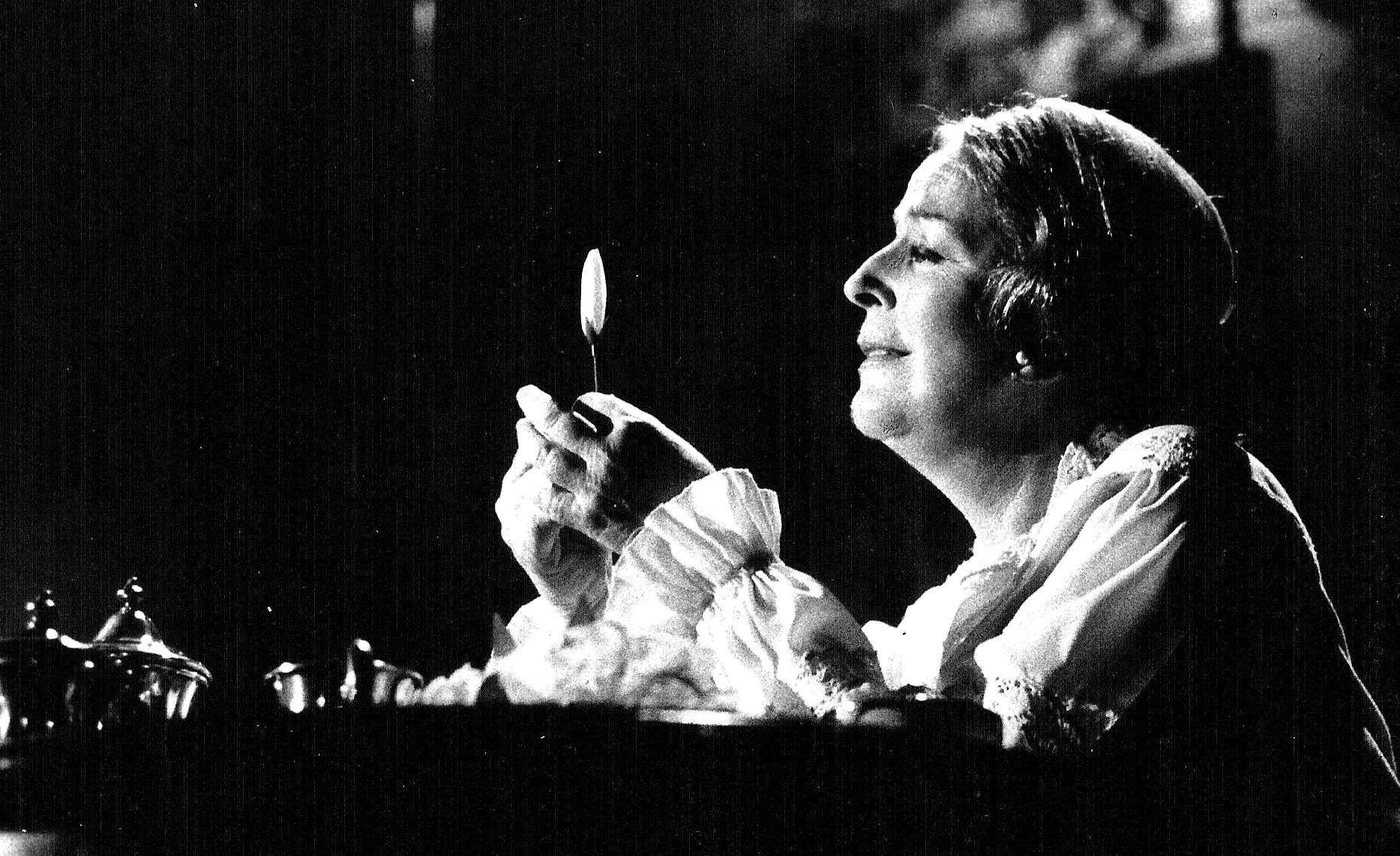
China Zorrilla jouant Emily Dickinson (1980).

## Filmographie

### Films
- 1971 : Un Guapo del 900 : Dona Natividad
- 1972 : La Maffia : Asunta Donato
- 1973 : Las venganzas de Beto Sánchez : Professeure
- 1974 : The Truce
- 1975 : Las sorpresas
- 1975 : Los gauchos judíos : Sarah
- 1975 : Triángulo de cuatro
- 1982 : La invitación
- 1982 : Pubis angelical
- 1982 : Señora de nadie
- 1982 : Últimos días de la víctima : Beba
- 1984 : Darse cuenta : Nurse Agueda
- 1985 : Contar hasta diez
- 1985 : Waiting for the Hearse : Elvira Romero de Musicardi
- 1986 : Pobre mariposa
- 1989 : Nunca estuve en Viena : Carlota
- 1991 : Dios los cría
- 1991 : El verano del potro : Ana
- 1992 : Cuatro caras para Victoria : Victoria Ocampo IV
- 1992 : La Peste : Emma Rieux
- 1994 : Guerriers et captives
- 1995 : Fotos del alma : Esthercita
- 1995 : La nave de los locos : Dr Marta Caminos
- 1996 : Besos en la frente : Mercedes Arévalo
- 1996 : Lola Mora
- 1997 : Entre la sombra y el alma (court-métrage)
- 1997 : Sin querer
- 2003 : Margarita Xirgu, la desterrada : elle-même
- 2004 : Conversaciones con mamá : Mamá
- 2005 : Elsa y Fred : Elsa
- 2007 : Tocar el cielo : Imperio
- 2008 : Sangre del Pacifico

### Télévision
- 1971 : El tobogán : Rosa
- 1972 : Esperando la carroza : Elvira
- 1973 : Pobre diabla : Aída Morelli
- 1974 : Mi hombre sin noche : Casilda
- 1975 : Piel naranja : Elena
- 1976 : Los que estamos solos : Doña Barbarita
- 1979 : Chau, amor mío : Ana
- 1980 : El solitario (mini-série) : Melani Duvalie
- 1990 : Atreverse
- 1995 : Leandro Leiva, un soñador
- 1996 : La salud de los enfermos (TV film) : mère
- 1997 : El arcángel
- 1997 : Ricos y famosos : Catalina
- 1997 : Rodolfo Rojas D.T. : Tina
- 1998 : Gasoleros : Matilde
- 1998 : Noches Chinas : hôtesse / elle-même
- 2001 : Las amantes
- 2001 : Enamorarte : Mercedes "Mechita" Dugan viuda de Juarez
- 2002 : 099 Central : Dora (non-créditée)
- 2003 : Son amores : Margarita (non-créditée)
- 2004 : Piel naranja años después : Doña Elena
- 2004 : Los Roldán : Mercedes Lozada
- 2005 : Mujeres asesinas : Inés Quinteros (1 épisode)